# João Costa
João Paulo Santos da Costa (Barcelos, 2 de febrero de 1996), conocido como João Costa o Andorinha, es un futbolista portugués que juega de portero y su equipo es el F. C. Porto de la Primeira Liga.

## Trayectoria
João Costa se crio futbolísticamente en el F. C. Porto desde categorías inferiores, quemando todas las etapas en los equipos filiales del conjunto portugués hasta llegar al primer equipo, con quien realizó varias pretemporadas, además de ser internacional con Portugal desde la sub-15 hasta la sub-20. 
Para la temporada 2018-19 se hizo oficial su cesión al F. C. Cartagena para competir en Segunda División B de España durante dicha campaña cedido por el Fútbol Club Oporto. En su primera experiencia en el fútbol español, jugó 30 partidos en los que disputó el playoff de ascenso a Segunda División, consiguiendo durante gran cantidad de jornadas mantener su portería sin encajar ni un solo gol.
En agosto de 2019 firmó por una temporada con el Club Deportivo Mirandés, entonces en la Segunda División de España, tras desvincularse del F. C. Porto. Durante la primera vuelta de la temporada en ningún momento se ganó la titularidad, abandonaría el conjunto del Ebro con apenas tres partidos disputados y 320 minutos de juego.
En enero de 2020 fichó por el Granada Club de Fútbol hasta 2022 y jugar lo que restaba de temporada en su filial, el Recreativo Granada, volviendo así a competir en la Segunda División B. Se marchó al expirar su contrato, habiendo estado el último año entrenando con el primer equipo pero sin ficha.
El 30 de agosto de 2022 firmó con el Real Murcia C. F. para la temporada 2022-23. Quedó libre al finalizar la misma y, aunque tuvo una oferta para continuar, regresó a Portugal para jugar en el C. D. Feirense. Allí estuvo hasta enero de 2025, momento en el que se unió al C. F. Estrela da Amadora. En este equipo permaneció lo que restaba de campaña y en julio regresó al F. C. Porto firmando por cinco años.

## Estadísticas
Actualizado al último partido disputado el 17 de mayo de 2025.
| Club                                                     | Div.          | Temporada     | Liga  | Liga  | Copas nacionales(1) | Copas nacionales(1) | Copas internacionales | Copas internacionales | Total | Total |
| Club                                                     | Div.          | Temporada     | Part. | Goles | Part.               | Goles               | Part.                 | Goles                 | Part. | Goles |
| -------------------------------------------------------- | ------------- | ------------- | ----- | ----- | ------------------- | ------------------- | --------------------- | --------------------- | ----- | ----- |
| F. C. Porto "B" Portugal                                 | 2.ª           | 2015-16       | 7     | 0     | —                   | —                   | —                     | —                     | 7     | 0     |
| F. C. Porto "B" Portugal                                 | 2.ª           | 2016-17       | 16    | 1     | —                   | —                   | —                     | —                     | 16    | 1     |
| F. C. Porto "B" Portugal                                 | Total club    | Total club    | 23    | 1     | 0                   | 0                   | 0                     | 0                     | 23    | 1     |
| Gil Vicente F. C. Portugal                               | 2.ª           | 2017-18       | 13    | 0     | 0                   | 0                   | —                     | —                     | 13    | 0     |
| Gil Vicente F. C. Portugal                               | Total club    | Total club    | 13    | 0     | 0                   | 0                   | 0                     | 0                     | 13    | 0     |
| F. C. Cartagena · España                                 | 2.ª B         | 2018-19       | 33    | 0     | 2                   | 0                   | —                     | —                     | 35    | 0     |
| F. C. Cartagena · España                                 | Total club    | Total club    | 33    | 0     | 2                   | 0                   | 0                     | 0                     | 35    | 0     |
| C. D. Mirandés · España                                  | 2.ª           | 2019-20       | 1     | 0     | 2                   | 0                   | —                     | —                     | 3     | 0     |
| C. D. Mirandés · España                                  | Total club    | Total club    | 1     | 0     | 2                   | 0                   | 0                     | 0                     | 3     | 0     |
| Recreativo Granada · España                              | 2.ª B         | 2019-20       | 6     | 0     | —                   | —                   | —                     | —                     | 6     | 0     |
| Recreativo Granada · España                              | 2.ª B         | 2020-21       | 21    | 0     | —                   | —                   | —                     | —                     | 21    | 0     |
| Recreativo Granada · España                              | Total club    | Total club    | 27    | 0     | 0                   | 0                   | 0                     | 0                     | 27    | 0     |
| Granada C. F. · España                                   | 1.ª           | 2021-22       | 0     | 0     | 0                   | 0                   | —                     | —                     | 0     | 0     |
| Granada C. F. · España                                   | Total club    | Total club    | 0     | 0     | 0                   | 0                   | 0                     | 0                     | 0     | 0     |
| Real Murcia C. F. · España                               | 1.ª F         | 2022-23       | 21    | 0     | 0                   | 0                   | —                     | —                     | 21    | 0     |
| Real Murcia C. F. · España                               | Total club    | Total club    | 21    | 0     | 0                   | 0                   | 0                     | 0                     | 21    | 0     |
| C. D. Feirense Portugal                                  | 2.ª           | 2023-24       | 13    | 0     | 1                   | 0                   | ―                     | ―                     | 14    | 0     |
| C. D. Feirense Portugal                                  | 2.ª           | 2024-25       | 18    | 0     | 0                   | 0                   | ―                     | ―                     | 18    | 0     |
| C. D. Feirense Portugal                                  | Total club    | Total club    | 31    | 0     | 1                   | 0                   | 0                     | 0                     | 32    | 0     |
| C. F. Estrela da Amadora Portugal                        | 1.ª           | 2024-25       | 14    | 0     | ―                   | ―                   | ―                     | ―                     | 14    | 0     |
| C. F. Estrela da Amadora Portugal                        | Total club    | Total club    | 14    | 0     | 0                   | 0                   | 0                     | 0                     | 14    | 0     |
| F. C. Porto Portugal                                     | 1.ª           | 2025-26       | 0     | 0     | 0                   | 0                   | 0                     | 0                     | 0     | 0     |
| F. C. Porto Portugal                                     | Total club    | Total club    | 0     | 0     | 0                   | 0                   | 0                     | 0                     | 0     | 0     |
| Total carrera                                            | Total carrera | Total carrera | 163   | 1     | 5                   | 0                   | 0                     | 0                     | 168   | 1     |
| (1) Incluye datos de la Copa del Rey y Copa de Portugal. |               |               |       |       |                     |                     |                       |                       |       |       |

## Palmarés

### Títulos nacionales
| Título           | Club            | País     | Año     |
| ---------------- | --------------- | -------- | ------- |
| Segunda División | F. C. Porto "B" | Portugal | 2015-16 |